# Sviatoslav Chevtchouk
Sviatoslav Yuriyovych Chevtchouk (en ukrainien : Святослав Юрійович Шевчук), né à Stryï le 5 mai 1970 est l'actuel archevêque majeur de Kiev et de Galicie, et à ce titre primat de l'Église grecque-catholique ukrainienne, depuis le 25 mars 2011.

## Biographie
Né en Ukraine, c'est au séminaire Don Bosco de Buenos Aires en Argentine qu'il entreprend ses études religieuses en 1991.
En 1992, il rejoint le séminaire de Lviv où il est ordonné diacre le 21 mai 1994 puis prêtre le 26 juin suivant par le cardinal Myroslav Ivan Lubachivsky.
Il rejoint ensuite l'université pontificale Saint-Thomas-d'Aquin de Rome (l'Angelicum) où il obtient une licence en théologie morale en 1999.
Il rejoint ensuite le séminaire du Saint-Esprit de Lviv où il occupe différentes responsabilités.
En 2002, il est nommé secrétaire personnel du cardinal Lubomyr Husar, Archevêque majeur de Lviv des ukrainiens.
Le 14 janvier 2009, Benoît XVI confirme le choix du synode des évêques de l'Église grecque-catholique ukrainienne de le nommer évêque auxiliaire de l'éparchie Santa María del Patrocinio des Ukrainiens à Buenos Aires et lui accorde alors le titre d'évêque titulaire de Castra Galbae (de). Il reçoit la consécration épiscopale le 7 avril suivant de Miguel Mykycej, archevêque de Lviv des Ukrainiens. Le 10 avril 2010, lorsque Miguel Mykycej éparque de Santa María del Patrocinio se retire, il est nommé administrateur apostolique de l'éparchie.
Après la démission du cardinal Husar de la charge d'archevêque majeur de Kiev le 10 février 2011 pour raison de santé, il est élu archevêque majeur de Kiev et de Galicie par le synode des évêques de l'Église gréco-catholique ukrainienne. À ce titre il est à la fois archevêque de Kiev et président du synode de l'Église gréco-catholique ukrainienne. Âgé alors de 40 ans, il est le plus jeune archevêque de Kiev et le plus jeune chef d'une Église orientale de toute l'histoire.[réf. souhaitée]
Deux jours plus tard, le pape Benoît XVI lui concède la communion ecclésiale. Il est installé le 27 mars en la cathédrale de la Résurrection de Kiev. Le 22 juin suivant, il est nommé membre de la Congrégation pour les Églises orientales.
Le 9 septembre 2014 il est nommé par le pape François : Père synodal pour la troisième assemblée générale extraordinaire du synode des évêques sur la famille qui se déroule du 5 au 19 octobre en qualité de primat de l'Église grecque-catholique ukrainienne.
Durant l'invasion de l'Ukraine par la Russie en 2022, il prend position contre la guerre et en faveur de la résistance à l'armée russe.